# Lijst van nummer 1-hits in Frankrijk in 2009
Deze hits stonden in 2009 op nummer 1 in de SNEP Single Top 100, de bekendste hitlijst in Frankrijk.
| Datum        | Artiest                     | Titel                           |
| ------------ | --------------------------- | ------------------------------- |
| 3 januari    | Britney Spears              | Womanizer                       |
| 10 januari   | Britney Spears              | Womanizer                       |
| 17 januari   | Mikelangelo Loconte         | Tatoue-moi                      |
| 24 januari   | Mikelangelo Loconte         | Tatoue-moi                      |
| 31 januari   | Mikelangelo Loconte         | Tatoue-moi                      |
| 7 februari   | Mikelangelo Loconte         | Tatoue-moi                      |
| 14 februari  | Mikelangelo Loconte         | Tatoue-moi                      |
| 21 februari  | Mylène Farmer               | Si j'avais au moins...          |
| 28 februari  | Lady Gaga                   | Poker face                      |
| 7 maart      | Pep's                       | Liberta                         |
| 14 maart     | Pep's                       | Liberta                         |
| 21 maart     | Lady Gaga                   | Poker face                      |
| 28 maart     | Lady Gaga                   | Poker face                      |
| 4 april      | Lady Gaga                   | Poker face                      |
| 11 april     | Charlie Winston             | Like a hobo                     |
| 18 april     | Magic System & Khaled       | Même pas fatigué!!!             |
| 25 april     | Magic System & Khaled       | Même pas fatigué!!!             |
| 2 mei        | Magic System & Khaled       | Même pas fatigué!!!             |
| 9 mei        | Mylène Farmer               | C'est dans l'air                |
| 16 mei       | Magic System & Khaled       | Même pas fatigué!!!             |
| 23 mei       | Magic System & Khaled       | Même pas fatigué!!!             |
| 30 mei       | Magic System & Khaled       | Même pas fatigué!!!             |
| 6 juni       | Magic System & Khaled       | Même pas fatigué!!!             |
| 13 juni      | Helmut Fritz                | Ça m'énerve                     |
| 20 juni      | Helmut Fritz                | Ça m'énerve                     |
| 27 juni      | Helmut Fritz                | Ça m'énerve                     |
| 4 juli       | Helmut Fritz                | Ça m'énerve                     |
| 11 juli      | Pitbull                     | I know you want me (Calle ocho) |
| 18 juli      | Pitbull                     | I know you want me (Calle ocho) |
| 25 juli      | Pitbull                     | I know you want me (Calle ocho) |
| 1 augustus   | Pitbull                     | I know you want me (Calle ocho) |
| 8 augustus   | Pitbull                     | I know you want me (Calle ocho) |
| 15 augustus  | Pitbull                     | I know you want me (Calle ocho) |
| 22 augustus  | Pitbull                     | I know you want me (Calle ocho) |
| 29 augustus  | Pitbull                     | I know you want me (Calle ocho) |
| 5 september  | Mylène Farmer               | Sextonik                        |
| 12 september | Tom Frager                  | Lady Melody                     |
| 19 september | Tom Frager                  | Lady Melody                     |
| 26 september | Tom Frager                  | Lady Melody                     |
| 3 oktober    | Tom Frager                  | Lady Melody                     |
| 10 oktober   | Jena Lee                    | J'aimerais tellement            |
| 17 oktober   | Jena Lee                    | J'aimerais tellement            |
| 24 oktober   | Jena Lee                    | J'aimerais tellement            |
| 31 oktober   | Jena Lee                    | J'aimerais tellement            |
| 7 november   | Jena Lee                    | J'aimerais tellement            |
| 14 november  | Jena Lee                    | J'aimerais tellement            |
| 21 november  | Jena Lee                    | J'aimerais tellement            |
| 28 november  | Jena Lee                    | J'aimerais tellement            |
| 5 december   | Jena Lee                    | J'aimerais tellement            |
| 12 december  | Jena Lee                    | J'aimerais tellement            |
| 19 december  | Jena Lee                    | J'aimerais tellement            |
| 26 december  | Edward Maya & Vika Jigulina | Stereo love                     |